# Bodenkirchen
Bodenkirchen – miejscowość i gmina w Niemczech, w kraju związkowym Bawaria, w rejencji Dolna Bawaria, w regionie Landshut, w powiecie Landshut. Leży około 25 km na południowy wschód od Landshut, nad rzeką Bina.

## Dzielnice
W skład gminy wchodzą następujące dzielnice:
- Aich
- Binabiburg
- Bodenkirchen
- Bonbruck
- Haunzenbergersöll
- Margarethen